# Genádio (mestre dos soldados da África)
Genádio (em latim: Gennadius; em grego: Γεννάδιος; romaniz.: Gennádios, fl. 578–600) foi um general romano do Império Bizantino e o primeiro exarca da África.

## Vida
As origens de Genádio são desconhecidas. Foi nomeado mestre dos soldados da África em cerca de 578, e rapidamente derrotou o Reino Mauro-Romano de Garmul na Mauritânia. Ocupou este cargo até ser nomeado exarca pelo imperador Maurício (r. 582–602) em algum momento entre 585 e 592. Já patrício em 582, foi agraciado com o título de cônsul honorário em algum momento antes de 585. Como exarca, manteve extensa correspondência com o papa Gregório Magno sobre questões da Igreja africana e especialmente a supressão dos donatistas. Genádio (Dabia) suprimiu uma série de revoltas mouras em cerca de 585 e cerca de 596 e se aposentou de seu posto em algum momento entre setembro / outubro de 598 e julho de 600. Foi sucedido por Inocêncio como o civil prefeito pretoriano da África.